# Elsa Sánchez de Oesterheld
Elsa Sara Sánchez de Oesterheld (Buenos Aires, 20 de marzo de 1925-Buenos Aires, 22 de junio de 2015) fue una activista e integrante por muchas décadas de las Abuelas de Plaza de Mayo. Fue también esposa del escritor, editor y guionista de historietas Héctor Germán Oesterheld, famoso por su creación El Eternauta.

## Biografía
Elsa Sánchez fue esposa del escritor, guionista/creador de historietas y editor Héctor Germán Oesterheld, a quien conoció en 1944. Cuatro años más tarde se casaron. Tuvieron cuatro hijas llamadas Estela (n. 1952), Diana (n. 1953), Beatriz (n. 1955) y Marina (n. 1957). 
Su esposo fue muy popular e influyente en vida gracias a sus clásicas e innovadoras creaciones para la historieta argentina, empezando por la saga de El Eternauta e incluyendo a otras grandes obras como Ernie Pike y Mort Cinder, entre otros.
A principios de los años '70 tanto Oesterheld padre como su hija Diana comienzan a militar en la Juventud Peronista, y poco tiempo después sus hermanas siguieron sus pasos.

### Asesinato de su familia
La vida de Elsa estuvo atravesada por el genocidio que golpeó a los familiares de las víctimas de la última dictadura cívico-militar argentina que se prolongó en Argentina entre 1976 y 1983. Su familia fue secuestrada por las fuerzas represivas en función de la militancia que tenían en la organización Montoneros.
H.G. Oesterheld fue capturado por efectivos del ejército en abril de 1977 y luego trasladado a Campo de Mayo. Algunos sobrevivientes de los centros clandestinos de detención aseguraron haberlo visto con vida en El Vesubio, y se cree que lo asesinaron en la localidad de Mercedes en 1978. Para finales de los 70, víctima del terrorismo de Estado imperante, Elsa había perdido a su esposo, sus cuatro hijas -junto a tres de sus yernos- y a dos de sus cuatro nietos (dos de sus hijas estaban embarazadas al momento del secuestro por parte de la dictadura).

### Hijas, sus parejas y yerno
Beatriz Oesterheld (asesinada) fue la menor y la única cuyo cadáver fue recuperado. El 19 de junio de 1976, llamó por teléfono Elsa y la citó en la confitería Jockey Club de Martínez. Hacía mucho que no se veían y estuvieron hablando casi dos horas. Al despedirse, la joven fue hacia Villa la Cava, en San Isidro, donde militaba, pero nunca llegó. Dos días más tarde, un desconocido se acercó a Elsa cuando estaba por subir al tren y le dijo que Beatriz había sido secuestrada por el ejército. Elsa fue a la policía y a Campo de Mayo, vio a jueces y sacerdotes, y presentó un habeas corpus. El 7 de julio fue citada en la comisaría de Virreyes y le dijeron que su hija había muerto junto con otros cinco chicos. Le dieron el cuerpo y la sepultó.
Diana Oesterheld (desaparecida), tenía 23 años, un hijo de un año, Fernando, y estaba embarazada de cuatro meses cuando la secuestraron el 7 de agosto de 1976. Militaba en la organización Montoneros. Diana fue secuestrada en San Miguel de Tucumán por la policía de Tucumán, junto con su hijo Fernando, que fue abandonado como "NN", en la Casa Cuna de la capital tucumana. Después de varios intentos fue recuperado por sus abuelos paternos. La casa donde vivían fue ocupada por Albornoz, el jefe de la policía tucumana, y su mujer. La pareja de Diana, Raúl Araldi, fue asesinado en 1977, un compañero vio su cadáver en la Jefatura de Policía. Ella fue vista en la Jefatura de la Policía de Tucumán, se cree que posteriormente fue llevada a "Campo de Mayo" donde dio a luz un hijo que no ha sido localizado.
Marina Oesterheld (desaparecida), tenía 20 Fue secuestrada junto con su pareja Alberto Oscar Seindus el 27 de noviembre de 1976 en San Isidro. Se cree que Marina dio a luz en Campo de Mayo un hijo que tampoco ha podido ser localizado.
Estela Inés Oesterheld (desaparecida), nacida el 9 de junio de 1952. Militante peronista y montonera. Secuestrada-desaparecida en la zona suroeste del Gran Buenos Aires (Longchamps), a la edad de 25 años. 
Según testimonios recopilados, el 14 de diciembre de 1977, integrantes de la fuerza policial, mataron a su marido “El Vasco” Mórtola. Ella trató de escapar y también murió acribillada a balazos con un embarazo de 4 meses en su vientre. Oesterheld dejó un hijo para ese entonces de 3 años y medio: Martín Miguel. Los responsables se llevaron al hijo de la pareja y se lo presentaron a su abuelo Héctor, quien se encontraba detenido en un C.C.D. Después de esto, el niño fue entregado a su abuela Elsa. 
La pareja que vivía con los Mortola, Mirta Noemí Martínez López y José Martínez, también fueron detenidos.  Mirta era hermana del militante montonero y detenido el mismo día en la Isla Maciel, el obrero José Osvaldo Martínez.

### Reconocimientos
El Senado de Bremen creó, en su sesión del 10 de noviembre de 1987, el llamado Premio de Solidaridad de Bremen para honrar el compromiso de personas y organizaciones que trabajan para superar la injusticia en las relaciones Norte-Sur y las consecuencias del colonialismo y el racismo. Elsa recibió dicho galardón en representación de la Coalición contra la Impunidad en Argentina y la Comisión de Familiares de los Desaparecidos y asesinados.
También trabajó en algunos documentales para la pantalla grande: En 1998 estuvo en H. G. O, una biografía de su marido. En el 2008 participó en el film documental Imaginadores, cinta que analiza la evolución de la historieta argentina, utilizando como recurso principal entrevistas a figuras del medio.

### Últimos años
En los últimos años de su vida, se convirtió en una ferviente militante de la memoria y se vinculó al trabajo de Abuelas de Plaza de Mayo.
Murió de un infarto agudo de miocardio mientras dormía en su casa el 22 de junio de 2015, a los 90 años de edad. Sus restos descansan en el Cementerio de la Chacarita.

## Filmografía
- 1998: H. G. O..
- 2008: Imaginadores.